# Робертс, Джастин
Джастин Джейсон Робертс (англ. Justin Jason Roberts, род. 29 декабря 1979, Чикаго, Иллинойс) — американский ринг-анонсер, в настоящее время работающий в All Elite Wrestling.
Наибольшую известность получил работая в WWE с 2002 по 2014 год, где он выступал на еженедельных выпусках Raw, SmackDown, ECW и Superstars, а также на PPV компании.

## Карьера

### Начало карьеры (1996—2002)
Робертс начал сильно интересоваться рестлингом после просмотра выпуска Saturday Night’s Main Event и встречи с Керри Фон Эрихом и Последним Воином в одном из отелей в штате Висконсин. Эти события вдохновили Робертса стать поклонником профессионального рестлинга. Помимо этого, на короткое время он начал тренироваться в качестве рефери, чтобы оказаться в одном ринге вместе с Куртом Хеннигом, чьим большим поклонником он был.
Джастин Робертс стал ринг-аннонсером в возрасте 16 лет, выступая в профессиональном промоушене Pro Wrestling International и в начале 1996 года совершил свой дебют. Во время учебы в Аризонском университете, где с 1998 по 2002 гг. он изучал медиаискусство, Джастин Робертс работал с другими независимыми промоушенами, такими как American Wrestling Alliance, All Pro Wrestling и Impact Zone Wrestling. В течение этого времени он также работал в Toughman Contest.

### World Wrestling Entertainment / WWE (2002—2014)
В 2002 году Джастин Робертс устроился на работу в WWE, где сначала находился на SmackDown!, а затем начал выступать и на Raw. Он также работал на WWE Velocity и WWE Heat, совмещая эту работу со своей основной, где он уже стал ринг-аннонсером во время прямых записей Raw. В частности, каждую неделю Робертс выступал на ECW, транслируемой на Syfy Universal до сентября 2007 года, до того момента, пока его не заменил Тони Чимел. Робертс достиг пика своей профессии, когда он объявлял главный бой вечера PPV Рестлмания XXIV между Эджом и Гробовщиком 30 марта 2008 года. Уже работая на SmackDown! и pay-per-view-шоу, Робертс также стал основным ринг-аннонсером на Superstars, в том числе выступив со своей вступительной речью 16 апреля 2009 года.
Начиная с 28 сентября 2009 года, Джастин Робертс взял на себя обязанности основного ринг-аннонсера WWE после ухода Лилиан Гарсии. На Raw от 7 июня 2010 года Робертс был атакован Нексусом, который участвовал в первом сезоне WWE NXT. В ходе этого сегмента Робертса душил его собственным галстуком Дэниел Брайан, что впоследствии привело к увольнению Брайана, поскольку руководство WWE посчитало, что инцидент был слишком жестоким для TV-PG. Однако череза 2 месяца, на PPV SummerSlam (2010) Брайан вернулся в WWE. На PPV Рестлмания XXVII Робертс работал в качестве единственного ринг-анонсера для всего шоу, за исключением объявления участников Зала Славы WWE 2011 года, который, как обычно, объявлял Говард Финкель. 14 октября компания WWE сообщила, что контракт с Джастином Робертсом не будет продлен, тем самым уволив Джастина.

### All Elite Wrestling (2019-н.в.)
В апреле 2019 года стало известно, что Робертс станет ринг-анонсером All Elite Wrestling.

## Фильмография
| Год  | Фильм                     | Оригинальное название   |
| ---- | ------------------------- | ----------------------- |
| 1991 | «Поймёт лишь одинокий»    | Only The Lonely         |
| 1993 | «Неспящие в Сиэтле»       | Sleepless in Seattle    |
| 1994 | «Азартная игра»           | Blue Chips              |
| 1995 | «Stuart Saves His Family» | Stuart Saves His Family |
| 1997 | «Пища для души»           | Soul Food               |
| 2006 | «Спасатель»               | The Guardian            |